# Wildlife Aid Foundation
La Wildlife Aid Foundation è un'organizzazione non a scopo di lucro con sede a Leatherhead, Surrey (Regno Unito) dedicata al salvataggio, alla cura e alla riabilitazione di animali malati, feriti e orfani. Il centro gestisce l'unico ospedale per animali selvatici della contea del Surrey e mantiene un servizio di riferimento per gli ospedali per animali selvatici in tutta Europa. L'organizzazione svolge anche attivismo ambientale ed educativo, attirando l'attenzione dei media con i salvataggi di animali selvatici come volpi e cuccioli di tasso. Il programma televisivo Wildlife SOS di Animal Planet racconta le attività dei volontari di Wildlife Aid mentre salvano animali in pericolo.

## Ospedale della fauna selvatica
La Wildlife Aid ebbe origine nel 1979 quando il suo fondatore, Simon Cowell, acquistò una fattoria a Leatherhead con l'intenzione di avviare una struttura locale per il salvataggio della fauna selvatica. Istituito formalmente un anno dopo, le attività del centro sono aumentate costantemente; l’ospedale ora cura più di 20.000 animali selvatici all’anno, reinserendone il 70% nel loro ambiente naturale. L'organizzazione attualmente opera con un budget di £350.000 all'anno e conta su oltre 300 volontari per fornire un servizio sempre attivo. Le sue strutture includono due sale operatorie, un laboratorio di patologia e un'unità di terapia intensiva. L'obiettivo a lungo termine dell'ente è quello di costruire un complesso più ampio su un nuovo sito che consentirà l'espansione dei programmi educativi dell'organizzazione; l'espansione pianificata coprirebbe un totale di 10 acri (40 000 m²), utilizzando tecnologie ecosostenibili e a zero emissioni di carbonio.
L'11 novembre 2011 "Wildlife Aid" è stata rinominata "Wildlife Aid Foundation".

## Il programma"Natura in pericolo"
Nel 1996, in seguito a un incendio che distrusse un terzo del complesso ospedaliero, la sopravvivenza dell'organizzazione cominciò a dipendere dall'attenzione dei media. Cowell fu contattato dai rappresentanti dell'allora nuovo canale televisivo Animal Planet, intenzionato a produrre una serie televisiva che parlasse del loro lavoro con la fauna selvatica. La serie fu originariamente prodotta dalla Cowell's Wild Productions, e in seguito direttamente dalla fondazione, con Cowell stesso come presentatore. La serie ebbe un lungo successo, andando in onda fino al 2014. Attualmente è distribuita in Italia da Discovery+ e Prime Video.